# Venušina sopka
Der Venušina sopka (deutsch Venusberg)  ist ein erloschener quartärer Vulkan oberhalb des Dorfes Mezina (Messendorf) südlich von Bruntál (Freudenthal).

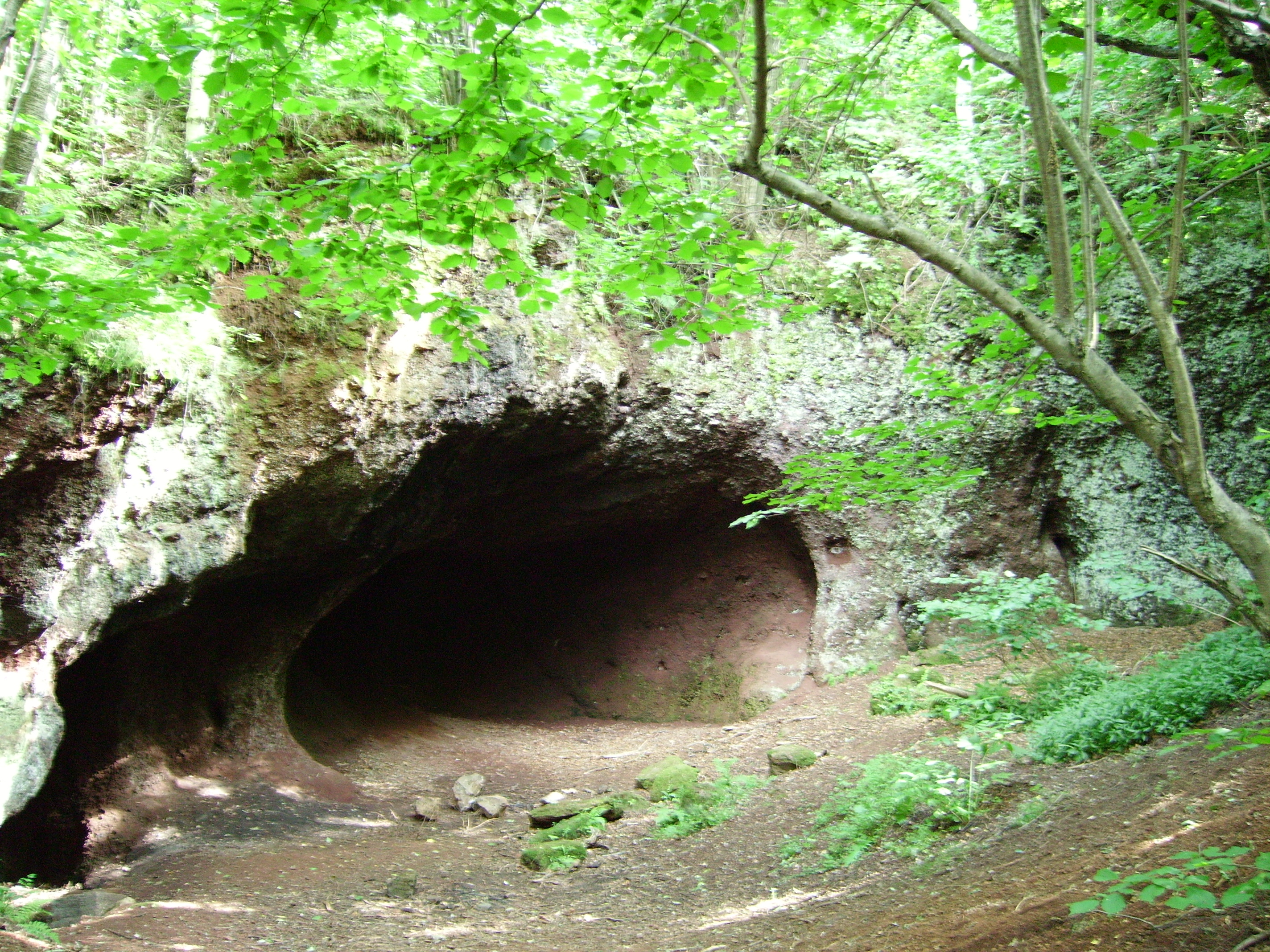
Lavahöhlen des Venusvulkans

## Geographische Umgebung
Der Vulkan liegt vier Kilometer südlich von Bruntál. Eine schwache Einsattlung trennt den Berg vom etwas höheren Thielenberg. Der baumlose Gipfel bietet eine gute Sicht auf die umliegende Landschaft (z. B. zum Altvater), auch zum benachbarten Vulkan Alter Rautenberg.

## Geologie
Das Lavagebiet erstreckte sich nach Westen bis zum Dorf Messendorf, nach Nordosten verbreitert sich der Berg mantelförmig, hier findet sich auch Basalt. Lavaströme flossen also offenbar von Norden nach Osten, in Richtung des abfallenden Reliefs. Bei der Untersuchung wurden hier drei Schichten von Lavaströmen gefunden, wobei der Gipfelbereich in der Vergangenheit durch Abbau von Asche zerstört wurde. Das Alter der Basaltgesteine wird daher auf 0,8–2 Millionen Jahre geschätzt. Typisch ist hier die rotbraune Farbe des Bodens. Bemerkenswert ist, dass der örtlichen Basalt reich an Olivin ist. Der seit 1997 geschützte Steinbruch im Süden weist auf die Entstehung zweier Lavaströme hin. Hier ist die säulenförmige Struktur des Basalts deutlich zu erkennen. Einzelne Säulen sind 5–12 Meter hoch und 20–50 cm breit, der Querschnitt ist meist sechseckig.